# ФК „Атлетик“ (Свищов)
ФК „Атлетик“ (Свищов) е футболен отбор от град Свищов, България.
Участва в "Б" ОГ Велико Търново - северна подгрупа. Отборът играе своите домакински мачове на стадион „Академик“ с капацитет 13 500 места, а клубните цветове са червено и бяло.